# مراثی (آلبوم)
مراثی (به انگلیسی: Lamentations) نخستین دی‌وی‌دی زنده گروه موسیقی اپث است که در سال ۲۰۰۳ توسط میوزیک فور نیشنز منتشر شد. این آلبوم در تاریخ ۲۵ سپتامبر ۲۰۰۳ و در محل شپردز بوش امپایر انگلیس ضبط شد و شامل اجرای کامل آلبوم Damnation و برخی آهنگ‌های دو آلبوم پارک بلک‌واتر و Deliverance است. همچنین شامل مستندی از مراحل ساخت دو آلبوم Deliverance و Damnation نیز است که در یک زمان مشابه ضبط شده بودند. آهنگ «Demon of the Fall» در نسخه دی وی‌دی گنجانده نشد، چون ناشر قبلی گروه از این کار جلوگیری کرده بود.

## دی‌وی‌دی
| عنوان                                   | زمان  |
| --------------------------------------- | ----- |
| Introduction                            | 1:25  |
| Windowpane                              | 9:15  |
| In My Time of Need                      | 6:37  |
| Death Whispered a Lullaby               | ۷:۱۱  |
| Closure                                 | ۹:۴۵  |
| Hope Leaves                             | ۶:۱۱  |
| To Rid the Disease                      | ۷:۱۱  |
| Ending Credits                          | ۴:۲۲  |
| Harvest                                 | ۶:۰۵  |
| Weakness                                | ۶:۱۵  |
| Master's Apprentices                    | ۱۰:۳۴ |
| The Drapery Falls                       | ۱۰:۵۶ |
| Deliverance                             | ۱۲:۳۸ |
| The Leper Affinity                      | ۱۱:۰۱ |
| A Fair Judgement                        | ۱۳:۵۱ |
| The Making of Deliverance and Damnation | -     |

## فهرست آهنگ‌های سی‌دی

### دیسک ۱
1. "Windowpane"
2. "In My Time of Need"
3. "Death Whispered a Lullaby"
4. "Closure"
5. "Hope Leaves"
6. "To Rid the Disease"
7. "Ending Credits"
8. "Harvest"
9. "Weakness"

### دیسک ۲
1. "Master's Apprentices"
2. "The Drapery Falls"
3. "Deliverance"
4. "The Leper Affinity"
5. "A Fair Judgement"